# Xenopus vestitus
Xenopus vestitus là một loài ếch trong họ Pipidae.
Nó được tìm thấy ở Cộng hòa Dân chủ Congo, Rw vàa, và Ug vàa.
Các môi trường sống tự nhiên của chúng là các khu rừng vùng núi ẩm nhiệt đới hoặc cận nhiệt đới, đồng cỏ ở cao nhiệt đới hoặc cận nhiệt đới, sông, đầm nướcs, hồ nước ngọt, hồ nước ngọt có nước theo mùa, đầm nước ngọt, đầm lầy nước ngọt có nước theo mùa, arable l và, đồng cỏ, vườn nông thôn, nơi tích trữ nước, ao, hồs, và ao nuôi trồng thủy sản.